# Рехт (лунный кратер)
Кратер Рехт (лат. Recht) — небольшой ударный кратер в экваториальной области обратной стороны Луны. Название присвоено в честь американского математика и астронома Альберта Уильяма Рехта (1892—1962) и утверждено Международным астрономическим союзом в 1982 г. 

## Описание кратера

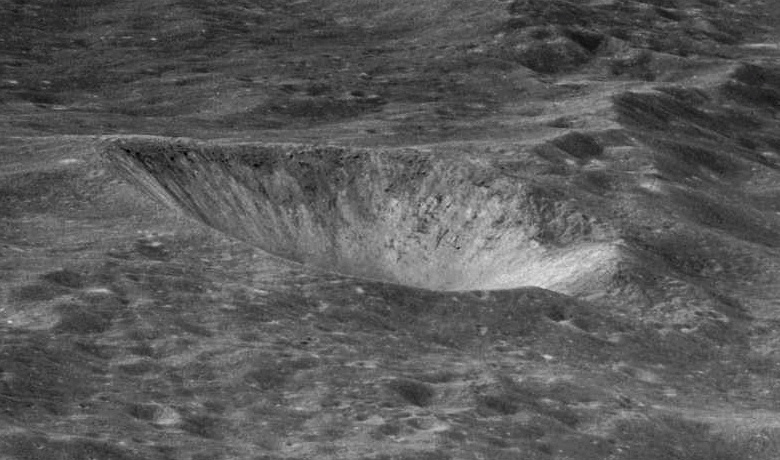
Снимок кратера Рехт с борта Аполлона-10. На заднем плане кратер Оствальд.

Кратер Рехт примыкает к восточной оконечности внешнего склона вала кратера Оствальд. Другими ближайшими соседями кратера являются кратер Мещерский на северо-востоке, кратер Ветчинкин на востоке и кратер Ибн Фирнас на юго-западе (включая кратеры находящиеся в северной части кратера Ибн Фирнас и его вала – Кэрол, Каспер, Мелисса, Эвен, Ромео и Шахиназ). Селенографические координаты центра кратера 9°46′ с. ш. 123°59′ в. д. / 9,76° с. ш. 123,99° в. д., диаметр 20 км, глубина 1780 м.
Кратер имеет циркулярную чашеобразную форму. В северной-северо-восточной части вала находятся два понижения. Внутренний склон гладкий, с высоким альбедо и радиальными полосами на склоне.  Высота вала над окружающей местностью достигает 780 м, объем кратера составляет приблизительно 240 км³. Дно чаши сравнительно ровное, без приметных структур.

## Сателлитные кратеры
Отсутствуют.